# Fieseler

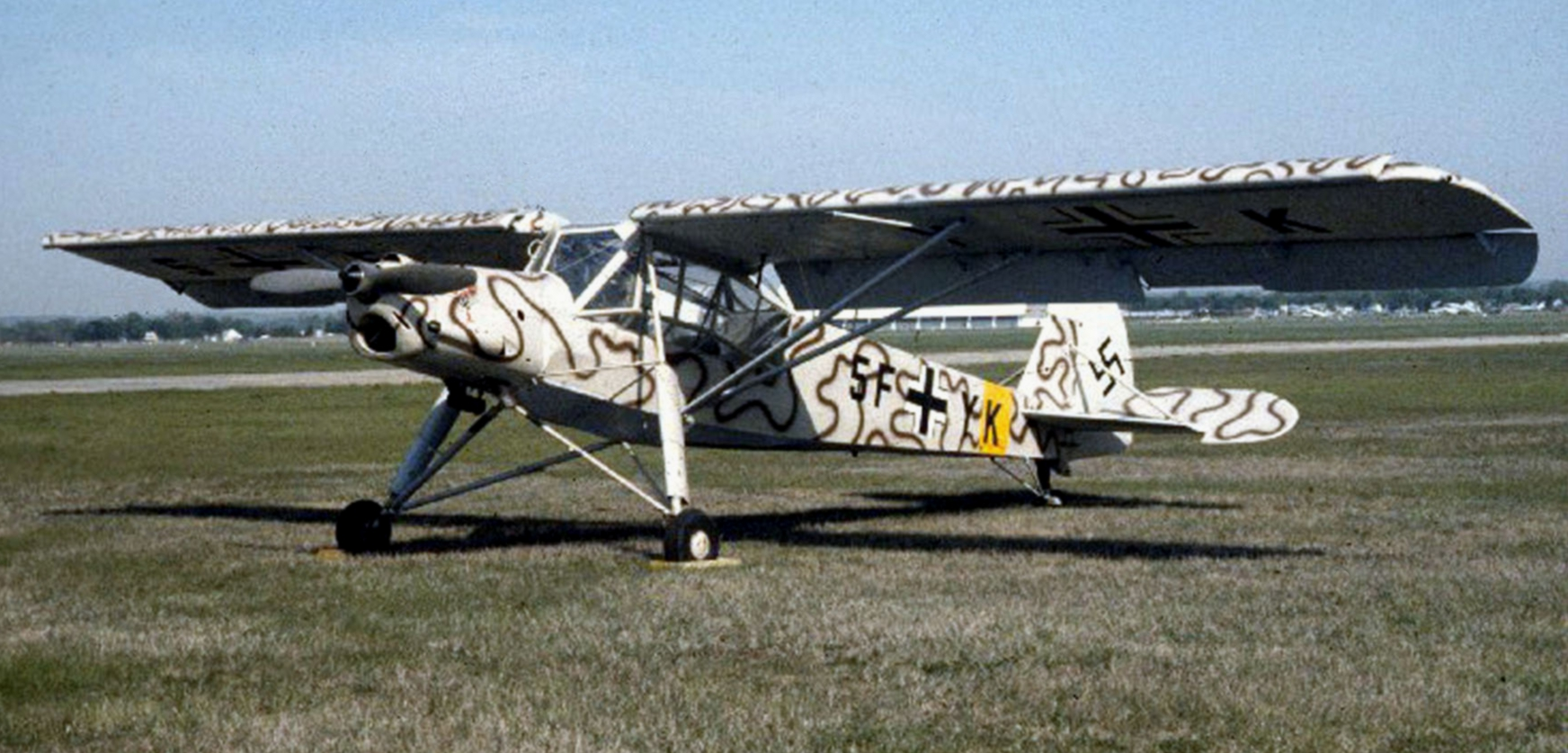
Fieseler Fi 156 Storch

Fieseler (voluit; Gerhard Fieseler Werke GmbH) was een Duitse vliegtuigbouwer uit Kassel. Fieseler werd op 1 april 1930 opgericht als Fieseler Flugzeugbau door de Duitser Gerhard Fieseler na de overname van Segelflugzeugbau Kassel. In 1939 veranderde Gerhard Fieseler de naam naar Gerhard Fieseler Werke GmbH. Na de oorlog bleef Fieseler nog een aantal jaar onderdelen voor auto’s produceren.

## Lijst van vliegtuigen
- Fieseler F 1 Tigerschwalbe
- Fieseler F 2 Tiger
- Fieseler F 3
- Fieseler F 4
- Fieseler F 5
- Fieseler F 6
- Fieseler Fi 97
- Fieseler Fi 98
- Fieseler Fi 99 Jungtiger
- Fieseler Fi 103 V1
- Fieseler Fi 156 Storch
- Fieseler Fi 167
- Fieseler Fi 253 Spatz
- Fieseler Fi 256
- Focke-Wulf Fw 190 Würger(licentie)
- Messerschmitt Bf 109 (licentie)